# Max Walker (Radsportler)
Max Walker (* 12. Juli 2001 in Douglas) ist ein britischer Radrennfahrer, der im Straßenradsport aktiv ist.

## Sportlicher Werdegang
Nach dem Wechsel in die U23 wurde Walker 2020 Mitglied bei Trinity Racing. Seine ersten nennenswerten Ergebnisse erzielte er in der Saison 2021, unter anderem als Etappenzweiter bei der Ronde de l’Isard und Gesamtachter der Tour de la Mirabelle. Auch 2022 und 2023 fuhr er zahlreiche Top-10-Platzierungen ein, blieb aber zunächst ohne Sieg.
Zur Saison 2024 wurde Walker Mitglied im britischen Continental Team Team Saint Piran, jedoch wechselte nach wenigen Wochen vor seinem ersten Renneinsatz zum Astana Qazaqstan Development Team. Bei der Tour of Japan gewann er das Auftaktzeitfahren und erzielte damit den ersten internationalen Sieg seiner Karriere. Noch bei derselben Rundfahrt sicherte er sich mit der siebten Etappe den zweiten Karrieresieg. Bei den nationalen Meisterschaften im Juni stand sowohl im Einzelzeitfahren (Zweiter) als auch im Straßenrennen (Dritter) auf dem Podium. Bei der Sibiu Cycling Tour 2024 entschied er erneut das Einzelzeitfahren für sich.
Nach seinen Erfolgen erhielt Walker zur Saison 2025 einen Vertrag beim UCI WorldTeam EF Education-EasyPost.

## Erfolge
2023
- Nachwuchswertung Volta ao Alentejo

2024
- zwei Etappen Tour of Japan
- eine Etappe Sibiu Cycling Tour